# ガラスの靴〜ぼくのシンデレラ・テーマソング〜
「ガラスの靴 〜ぼくのシンデレラ・テーマソング〜」は、1990年8月10日にバンダイからインディーズ発売された中村繁之の番外シングルである。

## 概要
ジャニーズ事務所在籍時代、最後のシングルとなった。
シングルCDとシングルカセットの2種で、中村の主演ミュージカル『ぼくのシンデレラ』の会場（青山劇場）のみで販売された。レーベルはバンダイ。 
A面曲は中村が当時レギュラー出演していたラジオ番組『錦織一清のスーパーギャング』でも数回流された。
2022年3月時点、アルバム未収録。

## 収録曲
作詞：麻生香太郎、作曲・編曲：小六禮次郎
1. ガラスの靴 〜ぼくのシンデレラ・テーマソング〜
2. ぼくのシンデレラ